# Parafia bł. Teresy Ledóchowskiej w Grabowie
Parafia błogosławionej Teresy Ledóchowskiej w Grabowie – parafia rzymskokatolicka znajdująca się w archidiecezji warmińskiej, w dekanacie Mrągowo.